# Sachsenplatz (Leipzig)

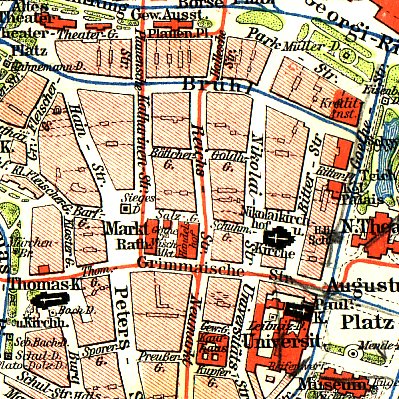
Leipziger Innenstadt, um 1913

Der Sachsenplatz war von 1969 bis 2002 die offizielle Bezeichnung der Fläche zwischen der Reichs- und Katharinenstraße in der Innenstadt Leipzigs südlich vom Brühl.

## Geschichte

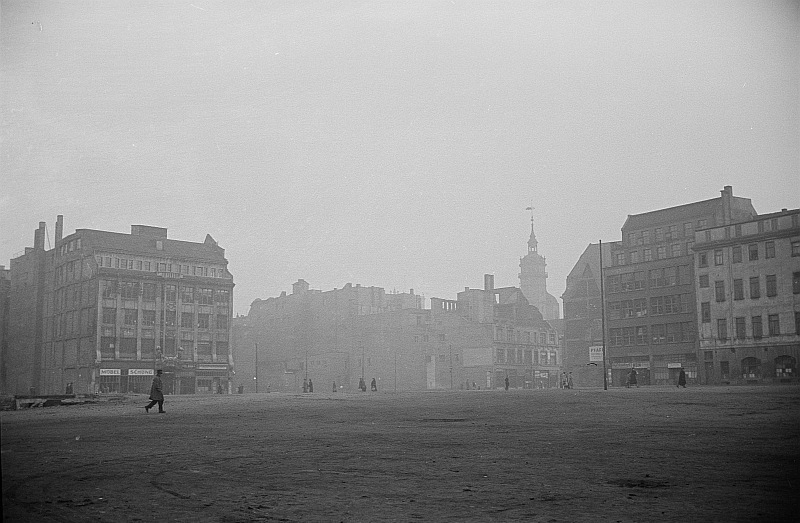
Von Trümmern geräumte Fläche zwischen Katharinenstraße und Reichsstraße, Blickrichtung Nikolaikirche (1951)

Bei dem Luftangriff auf Leipzig vom 4. Dezember 1943 wurden die Häuserzeilen des bis dahin mit am dichtesten bebauten Gebietes in der Innenstadt weitestgehend zerstört. In den Jahren nach Kriegsende wurden die Ruinen beräumt, anschließend lag die Fläche lange Zeit brach. Nördlich eingefasst durch den Brühl, entstand in den Jahren 1961 bis 1964 die südliche Begrenzung durch einen sechsgeschossigen Wohnbau oberhalb des Salzgäßchens.
1968 wurde die konkrete architektonische Neugestaltung des Platzes beschlossen, die städtebauliche Konzeption der Anlage wurde von einem Architektenkollektiv unter der Leitung von Ambros G. Gross (1935–2011), stellvertretender Chefarchitekt für das Stadtzentrum, entwickelt. An die ursprünglich historische Bebauung des Gebietes erinnerte optisch lediglich die größtenteils rekonstruierte Katharinenstraße als westliche Begrenzung. Das Böttchergäßchen, vor der kriegsbedingten Zerstörung des Gebietes eine Verbindung zwischen Reichs- und Katharinenstraße, wurde bei der Neukonzeption des Platzes nicht mehr berücksichtigt. Die Grundsteinlegung fand unter Beisein des Leipziger Oberbürgermeisters Walter Kresse (1910–2001) am 4. März 1969 statt. Die Benennung Sachsenplatz (als Würdigung der Sachsen in der Geschichte der deutschen Arbeiterbewegung) trat am 9. Mai 1969 in Kraft, die offizielle Einweihung des Platzes fand am 5. Oktober 1969 im Rahmen der Feierlichkeiten zum 20. Jahrestag der DDR statt.

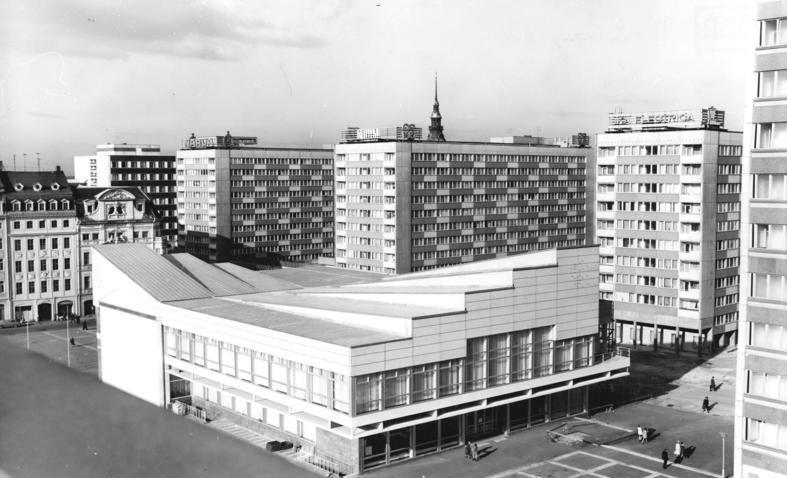
Informationszentrum Leipzig-Information auf dem Sachsenplatz (1969)

Auf dem nördlichen Teil des Areals wurde nach Grundsteinlegung innerhalb von sieben Monaten das Informationszentrum der Stadt Leipzig (Leipzig-Information) als zentraler touristischer Anlaufpunkt und Veranstaltungsgebäude errichtet. Für die Entwürfe zeichneten sich zwei Kollektive unter der Leitung der Architekten Horst Krantz (1927–2020) Volkseigenes Wohnungs- und Gesellschaftsbaukombinat VE WBK Leipzig, Hans Großmann und Klaus Burtzig (Ingenieurschule für Bauwesen Leipzig) aus. Der Stahlskelettbau für das Informationszentrum wurde durch das VEB Metallleichtbaukombinat, Werk Industriemontagen Leipzig errichtet. Für die im Kollektiv der Ingenieurschule teilnehmenden Studenten wurden die Projektierungsarbeiten als studienabschließende Ingenieurarbeit gewertet. Das zweigeschossige Gebäude mit einer Grundfläche von 53 mal 30 Metern war durch fächerartig versetzte Dachbinder und eine fast völlig verglaste Fassade gekennzeichnet, die Sichtkanten des abgestuften Daches durch beschichtete Kunststoffplatten. Im Erdgeschoß waren eine große Halle mit Service-Schaltern und Sitzmöbeln sowie das Café Mokkabar mit Freisitz nach Westen vorzufinden, eine etwa 50 Quadratmeter große Innenwand wurde vom Bildhauer Bruno Kubas (1928–2011) als Kupfertreibarbeit gestaltet. Die zentrale Räumlichkeit des Obergeschosses stellte ein Kino- und Veranstaltungssaal mit 316 Plätzen dar, außerdem gab es auf dieser Ebene mehrere kleinere Konferenz-, Vortrags- und Ausstellungsräume.

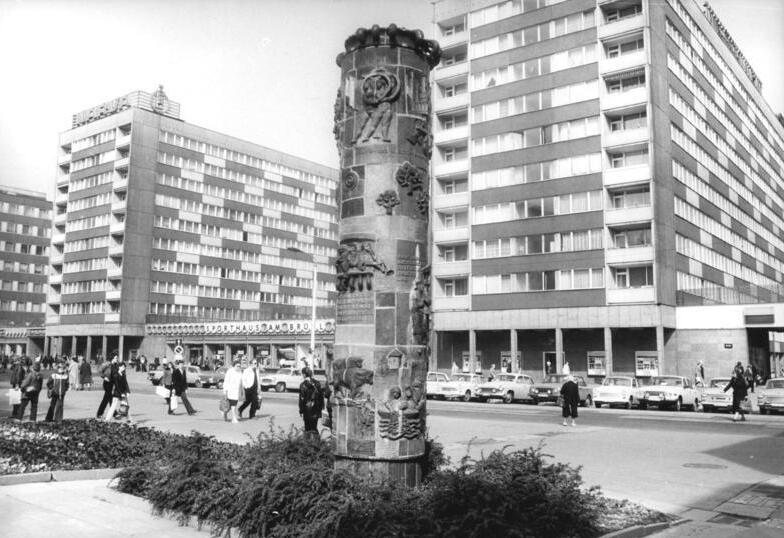
Keramiksäule mit der Darstellung von Szenen aus der Geschichte Leipzigs (1981)

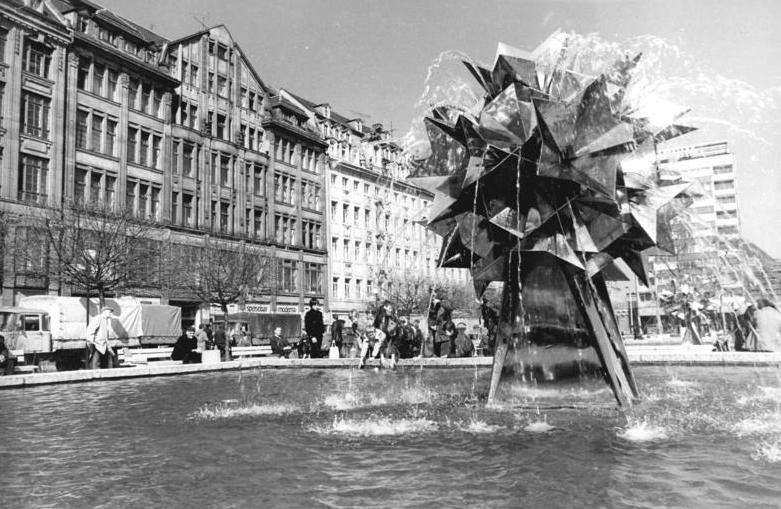
Der Pusteblumenbrunnen genannte Springbrunnen (1979)

Vor dem Informationszentrum entstand eine große Freifläche, umrahmt von drei Pavillons in Stabwerkbauweise für Ausstellungszwecke auf der östlichen, Grünflächen auf der südlichen und kleineren Grünanlagen und drei Becken mit Wasserspielen auf der westlichen Seite in Richtung Katharinenstraße. Für die Gestaltung der Anlagen waren eine Arbeitsgruppe des VE Verkehrs- und Tiefbaukombinates Leipzig unter der Leitung von Gerhard Scholz sowie der Diplomgärtner Othmar Fey verantwortlich. Auf Höhe des Salzgäßchens erfolgte der Übergang zur etwas höher gelegenen Reichsstraße durch eine kleine Freitreppe, die durch eine von August Gaul (1869–1921) gestaltete Löwen-Plastik verziert wurde. Eine durch Klaus Schwabe (1939–2017) erstellte Bronzeplastik eines Liebespaares wurde im südlichen Teil des Platzes verbaut, heute befindet sich die Skulptur weiter südlich an der Reichsstraße. Die drei aus sich überschneidenden geometrischen Grundformen bestehenden Plastiken in den westlich gelegenen Springbrunnen wurden von Harry Müller (1930–2020) geschaffen und im Volksmund Pusteblumenbrunnen genannt. Die jeweils etwa zwei Tonnen schweren und aus fast 1.000 Einzelteilen bestehenden Chromnickelstahl-Konstruktionen wurden zwischen 1971 und 1972 installiert. 1999 vom Sachsenplatz entfernt und eingelagert, wurden sie am 22. Mai 2013 restauriert auf dem Richard-Wagner-Platz wieder in Betrieb genommen. An der nördlichen Seite am Brühl befand sich eine vom Leipziger Bildhauer Herbert Viecenz (1932–2007) geschaffene fast fünf Meter hohe Säule mit Keramikummantelung, auf der Ereignisse der Leipziger Stadtgeschichte dargestellt waren. Das aus zahlreichen Einzelteilen zusammengesetzte Kunstwerk wurde im November 1972 aufgestellt. Die Säule sollte ursprünglich 1999 eingelagert werden, vor Ort stellte man aber unter Beisein des Bildhauers fest, dass die Keramikteile so mit dem Betonkern verbunden waren, dass eine Bergung nicht möglich war. Viecenz gab die Säule für den Abriss frei, der anschließend erfolgte.
Anfang 1973 wurden auf den südlich gelegenen Grünanlagen mehrere barocke Plastiken aus der Schule von Balthasar Permoser (1651–1732) aufgestellt. Die vom Leipziger Bildhauer Hans-Joachim Förster (1929–2022) restaurierten Skulpturen befanden sich zuvor im Park des Herfurthschen Sommersitzes in Prödel, der dem Braunkohletagebau weichen musste. Die verwitterten Plastiken wurden ab Ende 1981/Anfang 1982 im Gohliser Schlösschen eingelagert. Am 10. Oktober 1978 wurde auf einer Grünanlage an der südwestlichen Ecke des Platzes eine von Hans-Joachim Förster gestaltete Gedenktafel enthüllt. Hier befand sich bis 1943 das Gebäude des Zimmermannschen Kaffeehauses, in dem Johann Sebastian Bach mit dem Collegium Musicum wirkte.
1988 kritisierte der Kunst- und Architekturhistoriker Thomas Topfstedt (1947–2021) im Leipzig-Kapitel seines Buches Städtebau in der DDR 1955–1971 recht deutlich die Gestaltung des Sachsenplatzes als uneinheitlich, die die vom Luftangriff 1943 hervorgerufene bauliche Lücke „empfindlich spürbar bleiben“ lässt. Im gleichen Jahr bezeichneten u. a. Bezirksarchitekt Jürgen Löber (1931–2023) und Leipzigs Chefarchitekt Dietmar Fischer (* 1950) in einem Artikel den Sachsenplatz als Teil einer Raumfolge zwischen Hauptbahnhofsvorplatz und Thomaskirchhof als „zu wenig differenziert“.

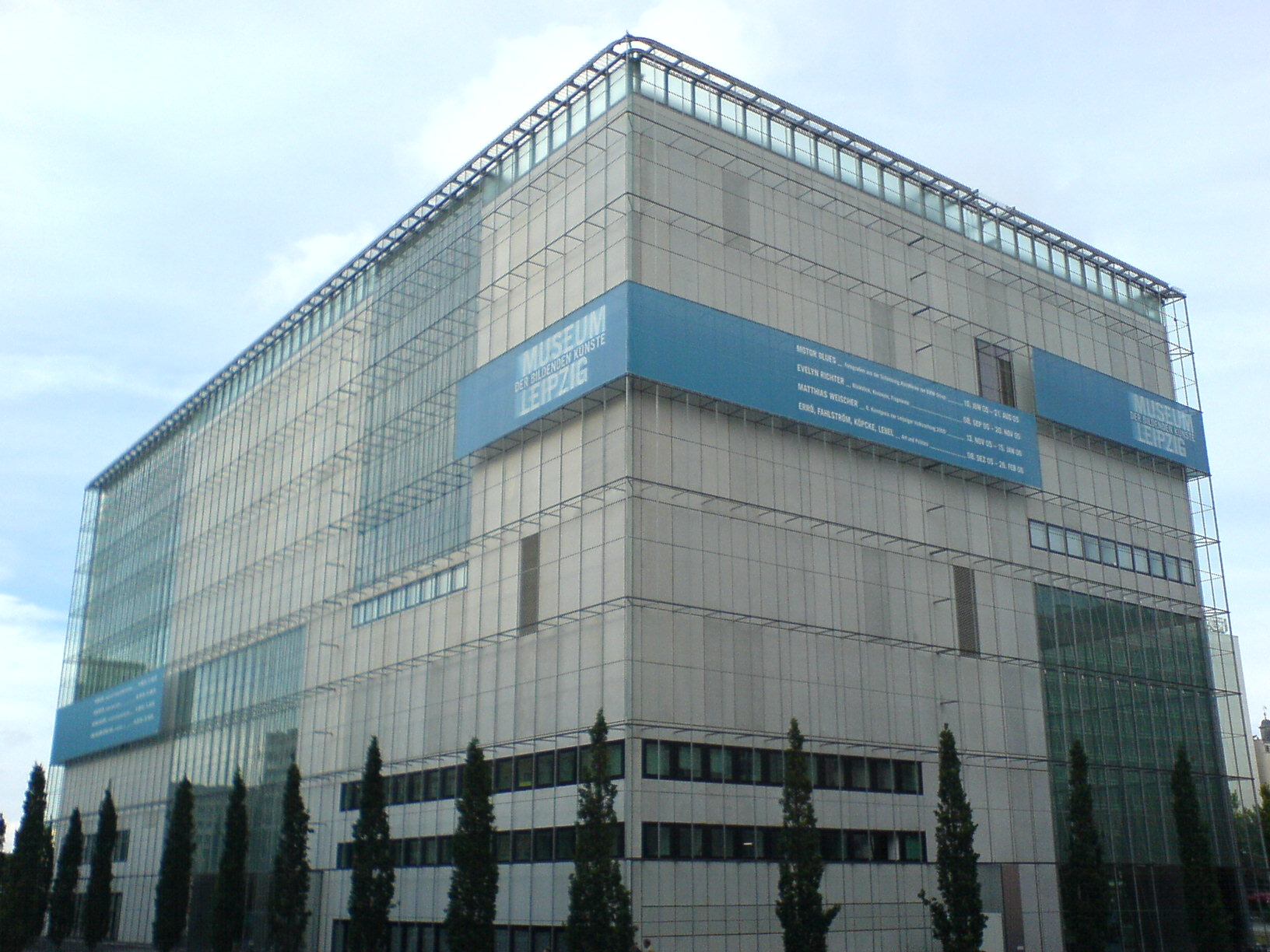
Museum der bildenden Künste, noch ohne umschließende Glashülle (2005)

Im Januar 1996 führte das Planungs- und Baudezernat der Stadt Leipzig die sogenannte Städtebauwerkstatt Sachsenplatz durch, um zu erörtern, ob und wie der Platz als neuer Standort des zu dem Zeitpunkt interim untergebrachten Museums der bildenden Künste in Betracht kommen könnte. Der Sachsenplatz wurde als Standort empfohlen, im November des Jahres schloss sich die Ratsversammlung der Empfehlung an. Im März 1997 wurde ein europaweiter Realisierungswettbewerb für den Museumsneubau ausgeschrieben, in der ersten Phase wurden 532 eingereichte Beiträge beurteilt, in der zweiten Phase des Wettbewerbs blieben 41 übrig. Nach einer zweitägigen Beratung empfahl die dreizehnköpfige Jury am 11. November 1997, den Entwurf der Berliner Architekten Karl Hufnagel, Peter Pütz und Michael Rafaelian mit dem 1. Preis auszuzeichnen.
1997 zog das touristische Informationszentrum in die Richard-Wagner-Straße um. Bis 1998 war auf dem Areal auch zeitweise der Leipziger innenstädtische Wochenmarkt untergebracht. Am 11. Januar 1999 begannen die Bauarbeiten auf dem Sachsenplatz mit den Vorbereitungen der Demontage der Springbrunnenanlagen, im Februar wurde mit der Asbestsanierung des Gebäudes der ehemaligen Leipzig-Information und der Pavillons angefangen. Einer der drei Pavillons wurde zunächst nicht abgerissen und diente während der Bauphase des Museums als Informationszentrum über das Geschehen vor Ort. Ab März des Jahres wurden umfangreiche archäologische Ausgrabungen mit zahlreichen Funden durchgeführt, bevor nach Abriss der Leipzig-Information im Juni Ende Oktober 1999 mit dem eigentlich Bau des Museums begonnen wurde. Der Grundstein des Gebäudes wurde am 5. Juni 2000 gelegt. Teil des Entwurfes zum Museum war es, rund um das quaderförmige Haus vier Eckbebauungen in Winkelform zu errichten, im Februar 2002 begannen die Arbeiten am ersten Teil: An der Ecke Reichsstraße/Böttchergäßchen wurde mit dem Neubau des Stadtgeschichtlichen Museums Leipzig (Entwurf: Ulrich Coersmeier (* 1941), Architekturbüro Ilg Friebe Nauber, Köln und Leipzig) begonnen. Am 7. März 2004 wurde feierlich der Neubau des Stadtmuseums eröffnet, am 4. Dezember das Museum der bildenden Künste.
Am 6. Mai 2011 folgte als zweite Eckbebauung das Wohn- und Geschäftshaus Katharinum (Entwurf: Gregor Fuchshuber, Leipzig), gelegen an der Ecke Böttchergäßchen/Katharinenstraße. In die Stirnseite des Eckgebäudes in der Katharinenstraße wurden zwei restaurierte Skulpturen von Johannes Hartmann (1869–1952) integriert. Die originalgetreuen Nachbildungen nach historischem Vorbild waren ursprünglich am Jöcherschen Haus (Markt 2) zu finden. Die Leipziger Tourist-Information ist seitdem dort wieder am alten Standort vertreten. Mit dem Aderhold-Haus (Geschäftshausanbau an das Stadtgeschichtliche Museum, Bezug Ende 2016), einem Ibis-Hotelkomplex (Ecke Brühl/Reichsstraße, Eröffnung 2017) sowie dem Bernstein Carré (Geschäfts- und Wohnhaus, Ecke Brühl/Katharinenstraße, Einweihung 2017) wurden die letzten Eckbebauungen des ehemaligen Sachsenplatzes verwirklicht. Auch bei diesen Bauten wurden im Vorfeld archäologische Ausgrabungen getätigt.
Zum 1. August 2002 wurde der Name Sachsenplatz offiziell aufgehoben, einige Wochen zuvor das Böttchergäßchen als Straßenname neu benannt. Im Leipziger Volksmund ist der Begriff Sachsenplatz für das ehemals so bezeichnete Areal, auf dem inzwischen ein neues Quartier (Museumsquartier Leipzig) entstanden ist, noch immer weit verbreitet.

## Kunstwerke auf dem Sachsenplatz 1969 bis 2002, geordnet nach Entstehungsjahr
- Balthasar Permoser (Schule): Plastiken (ohne Titel), nach 1700
- August Gaul: Ruhender Löwe, vor 1920, Plastik an der Freitreppe zur Reichsstraße, ehemals auf dem Denkmal für die Kriegsopfer der Leipziger Universität im Ersten Weltkrieg, jetzt im neuen Augusteum
- Klaus Schwabe: Junges Paar, Bronzeplastik, um 1969
- Bruno Kubas: Wandrelief (ohne Titel), Kupfertreibarbeit im Gebäude der Leipzig-Information, 1969
- Harry Müller: drei Springbrunnenplastiken (ohne Titel, im Volksmund Pusteblumen genannt), Chromnickelstahl, 1971–1972
- Herbert Viecenz: Säule mit Motiven aus der Leipziger Stadtgeschichte (ohne Titel), Ummantelung aus Keramik, 1972
- Hans-Joachim Förster: Gedenkstein an Johann Sebastian Bach und das Collegium Musicum, 1978 (heute an der Westfront des Katharinums an der Katharinenstraße)